# Palazzo Vecchio

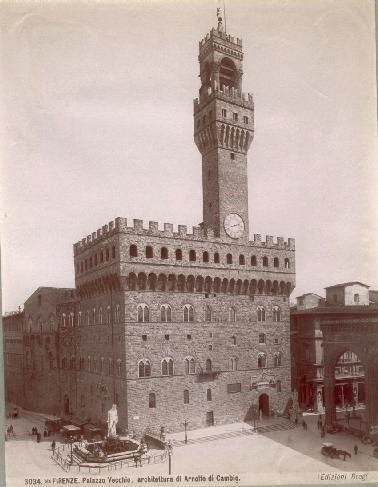
A Palazzo Vecchio a 19. században

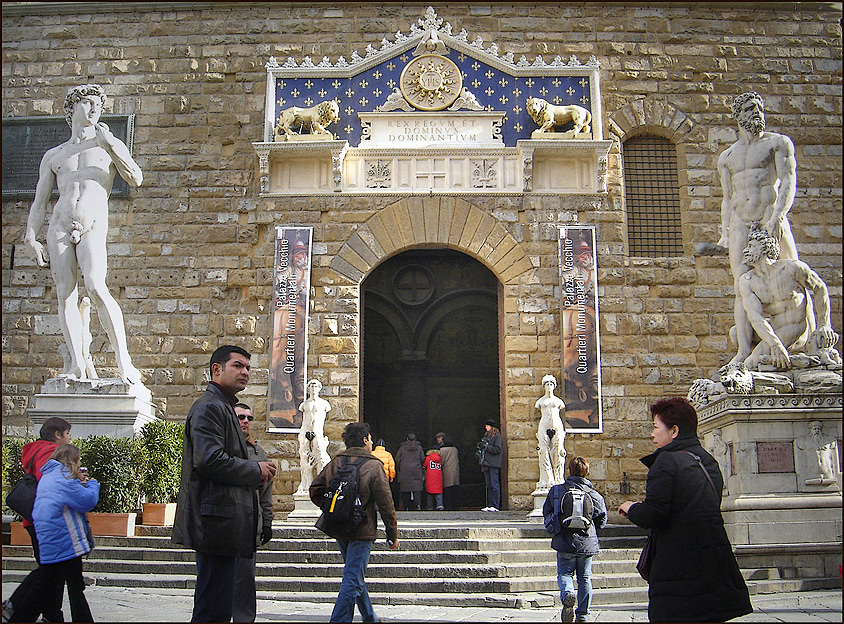
A Palazzo Vecchio főbejárata szobrokkal, balra Michelangelo Buonarroti szobra, a Dávid

A Palazzo Vecchio (IPA: [paˈlattso ˈvɛkkjo], a. m. Öreg palota), Firenze történelmi központjában, a Piazza della Signorián található, 1298-ban kezdték el építeni, és a harang beemelésével 1322-ben fejezték be.
A toszkánai nagyhercegek székhelye volt, majd kormányzói palota, ma városháza. A Vasari-folyosó (Corridoio vasariano) 1565-ben készült el, a Palazzo Vecchiót köti össze az Uffizin és a Ponte Vecchión keresztül a Pitti-palotával.

## Története
1298-tól épült fel Firenze városa vezetésének palotája, a Palazzo dei Priori, Arnolfo di Cambio tervei szerint. E palota lett a Toszkánai Nagyhercegség székhelye, s a körötte levő térrel, a Piazza della Signoriával együtt Firenze politikai központjává vált. A Medici hercegek a Savonarola által kibővített palotában kormányoztak és éltek.
I. Cosimo de’ Medici herceg fiának esküvője alkalmából 1565-ben kutat is állítottak a térre, Bartolommeo Ammanati manierista stílusú Neptunusz-kútját. 
A Mediciek hamarosan új, nagy palotát építtettek, a Pitti-palotát, már I. Cosimo utódja, Francesco de’ Medici nagyherceg uralkodása idején átköltözött a család az új palotába, ettől kezdve a Palazzo dei Priori épületében a kormányzati hivatalok működtek, s ettől kezdve emlegetik Palazzo Vecchio (Régi Palota) néven. Napjainkban ebben az épületben működik a firenzei városháza.

### Régészeti feltárás a palota alatt
A Palazzo Vecchio alatt 2004 óta régészeti kutatás folyik, melynek során egy római színház (commune) mintegy 2000 éves épületmaradványait tárták fel. Találhatók itt maradványok a római korból, a középkorból és a reneszánsz idejéből is. A nyomok a város fejlődéséről tanúskodnak. Ezt a helyszínt a feltárás befejeződéséig havonta csak 50 turista látogathatja.

## Leírása

### Külseje
Az épület látványa erődítmény benyomását kelti, építészetileg a gótikus kettős ablakokkal tagolt kváderköves homlokzat kelti ezt a benyomást, s mindezt felerősíti a címerfríz feletti pártázatos körfolyosó. A világi hatalom jelképeként rövid és karcsú torony magasodik az erődítményszerű épület fölé.

### Belseje

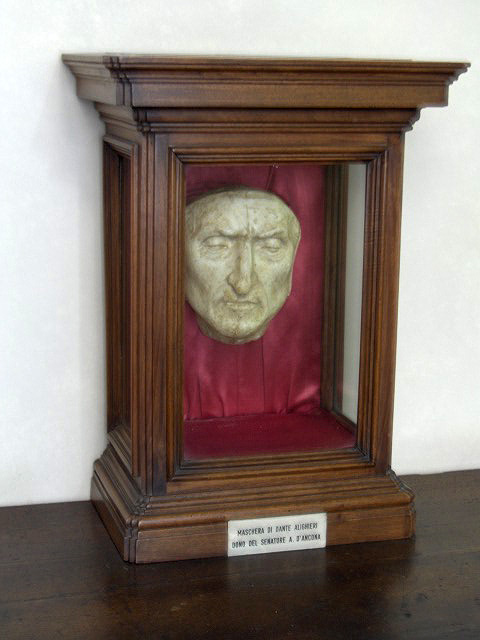
Dante Alighieri halotti maszkja
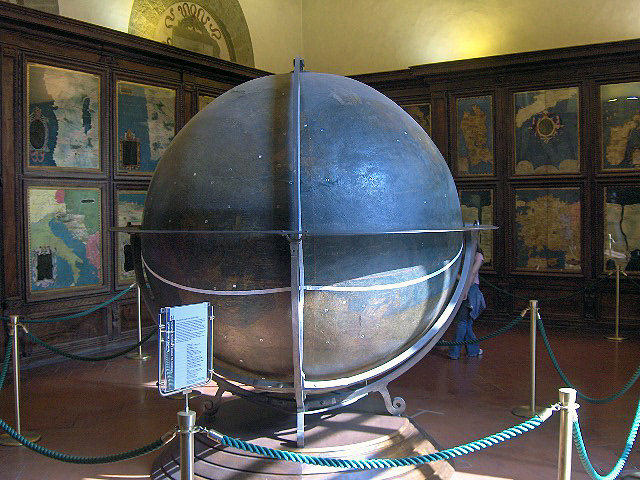
Térképek és földgömb az előcsarnokban
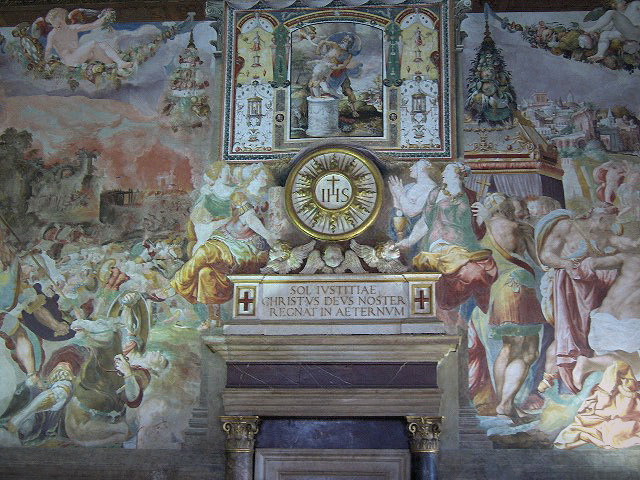
A fogadóterem (salon) freskója a cinquecento idejéből
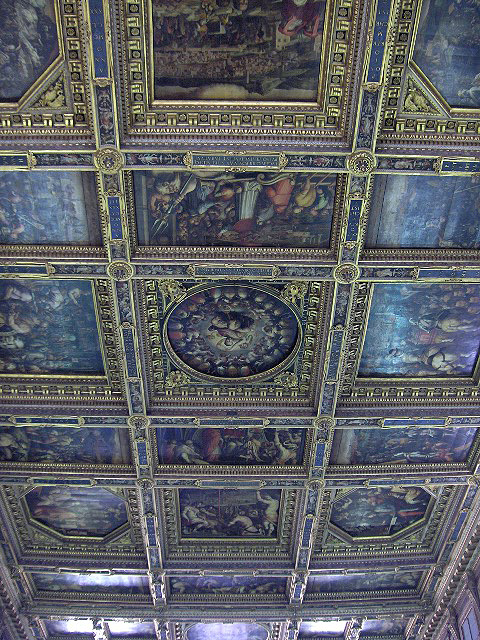
Vasari által festett kazettás mennyezet 39 képpel az Ötszázak termében

#### Festmények

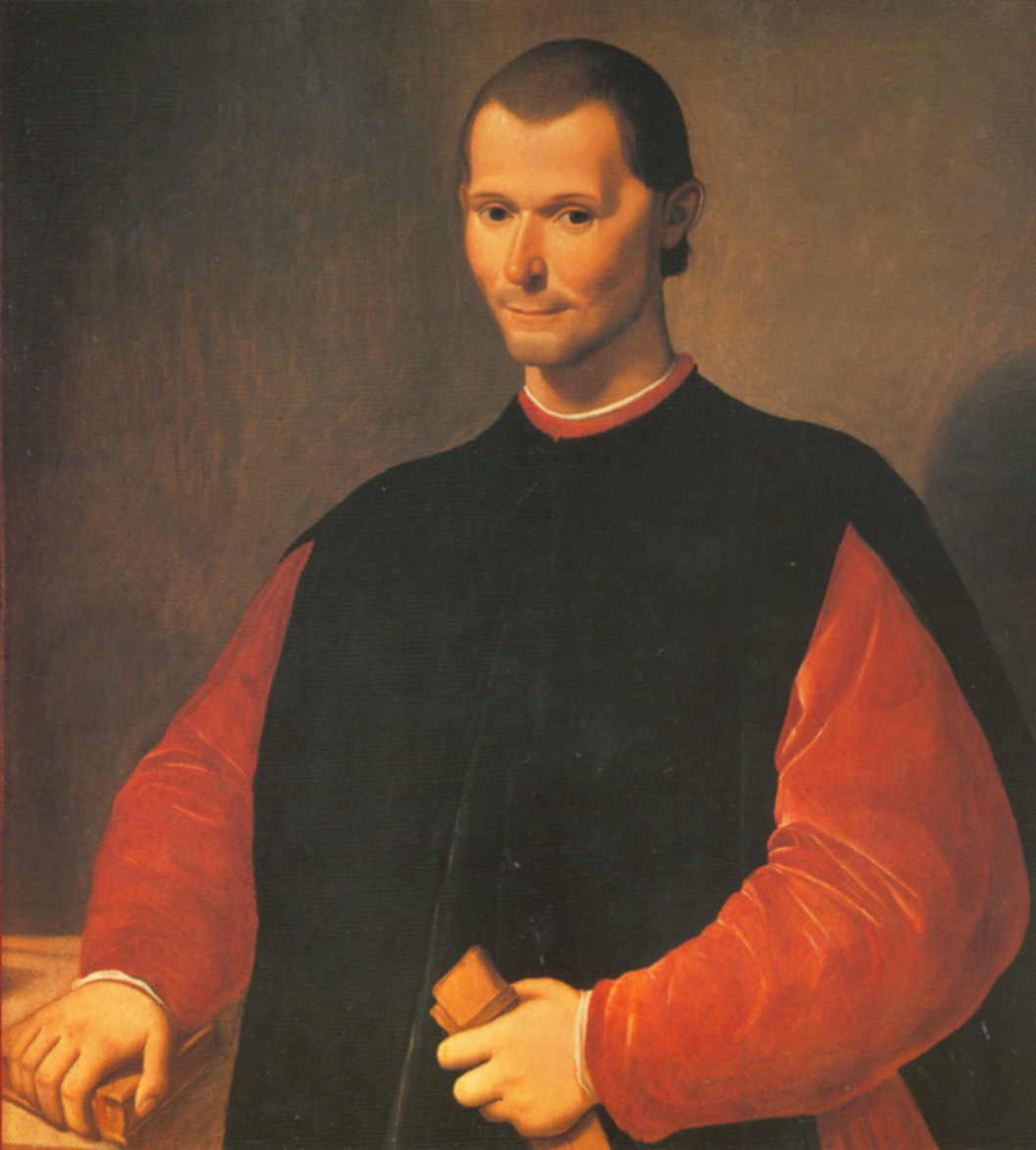
Santi di Tito: Niccolò Machiavelli arcképe (16. század)
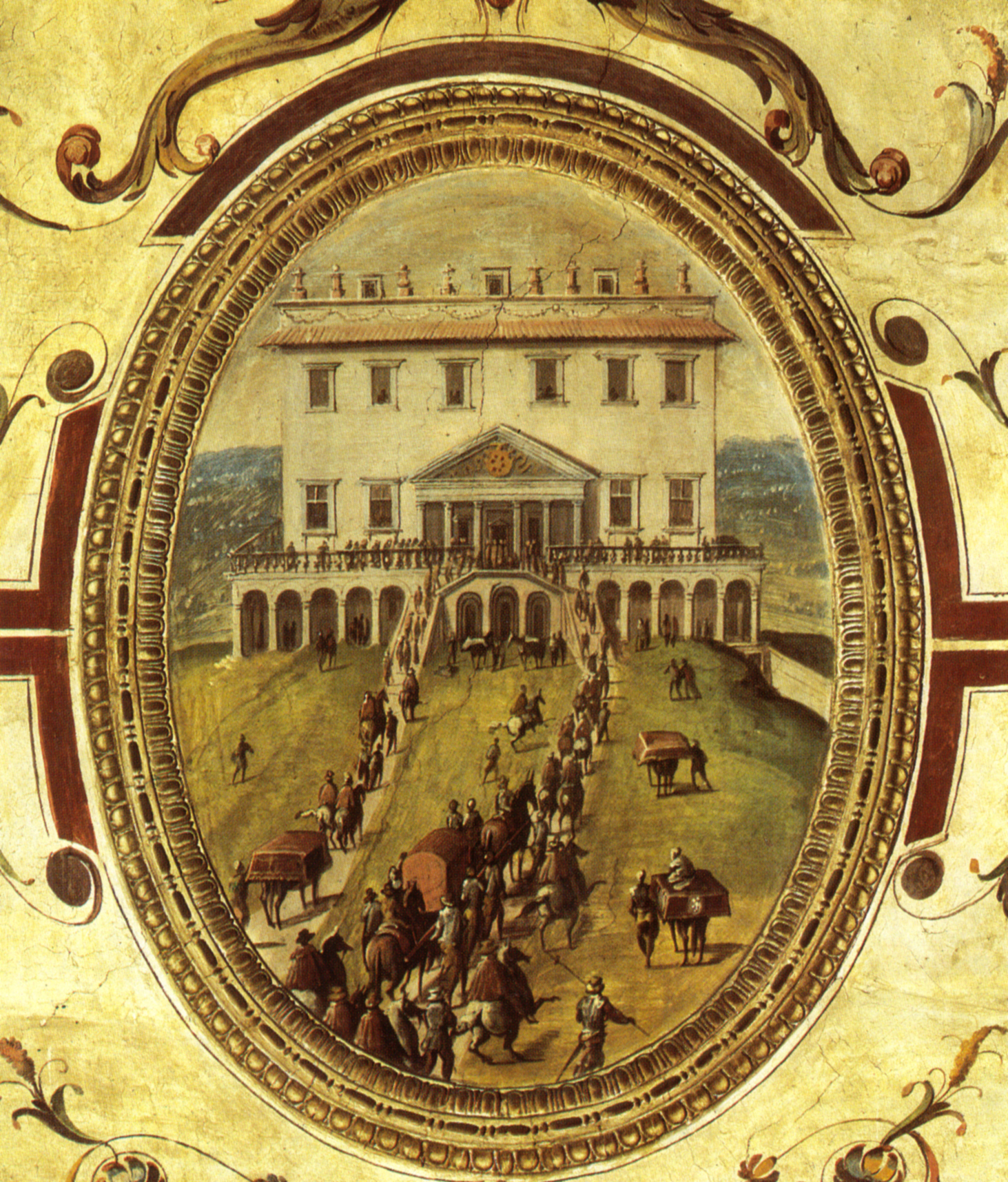
Giovanni Stradano: Egy Medici-palota képe (16. század)
Hendrick Jansz. Terbrugghen: Léda a hattyúval (c. 1552-58)
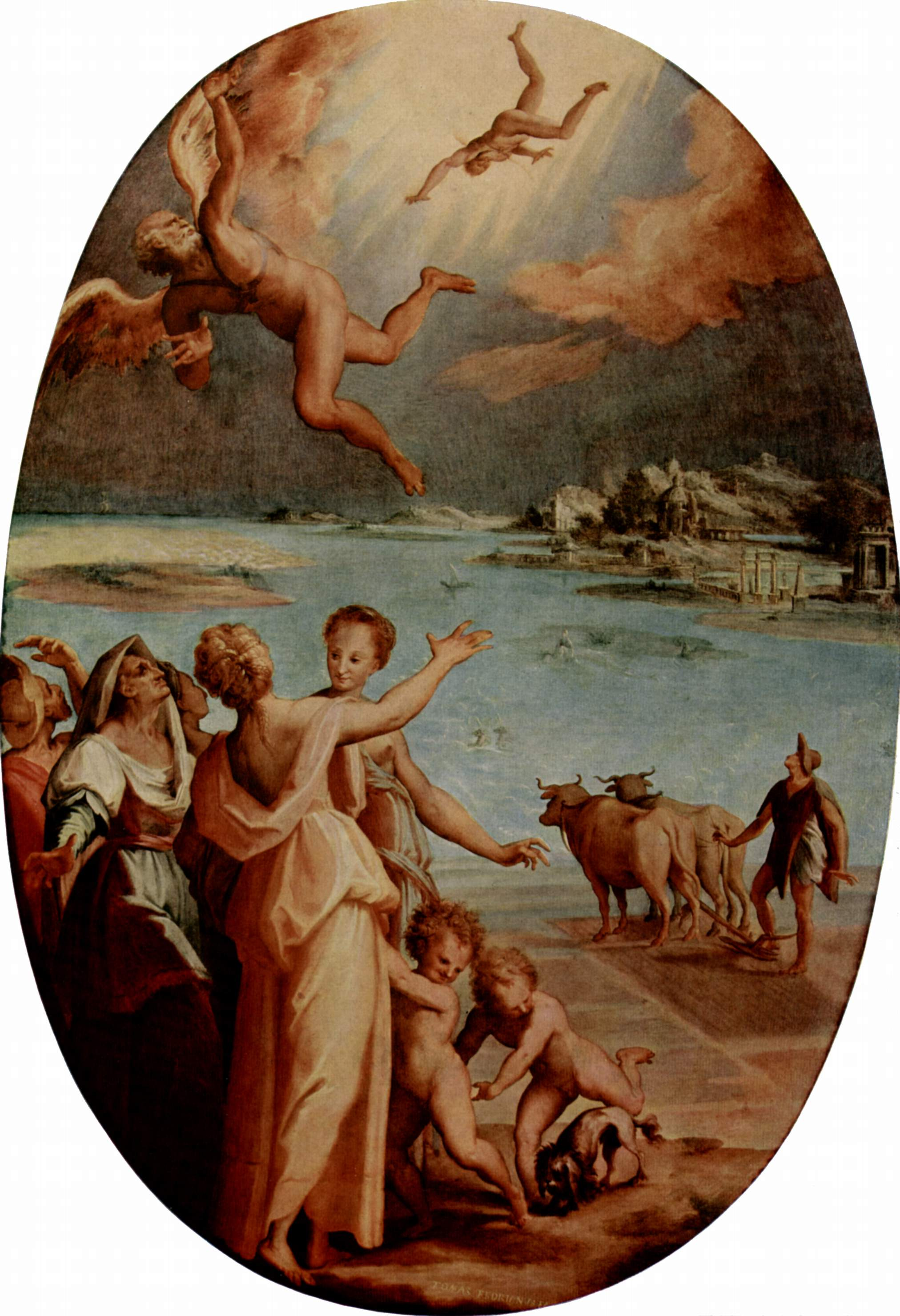
Tommaso d'Antonio Manzuoli: Ikarosz szárnyalása (1570-71)

## Kapcsolódó szócikk
- Firenze palotáinak listája